# Drömslottet (TV-serie)
Drömslottet (engelska: Escape to the Chateau) är en brittisk realityserie som hade premiär 2016 och som hade svensk premiär på SVT och SVT Play den 6 mars 2023. Första säsongen består av 4 avsnitt.
I Storbritannien har serien sänts under 9 säsonger på Channel 4 mellan 2016 och 2022. Den nionde säsongen sägs vara den sista. I Sverige kommer till att börja med seriens första fem säsonger att sändas på SVT. Serien är bland andra regisserad av Miles Carter och Sean Lewis.

## Handling

### Säsong 1
Serien kretsar kring ingenjören Dick Strawbridge och hans partner Angel Adoree som köper i ett vackert beläget slott i Martigné-sur-Mayenne i Frankrike. En hake är dock att slottet är kallt, nedgånget och i det närmaste obeboeligt. Serien följer parets mödor med att renovera slottet som stått tomt under de senaste 40 åren.

### Säsong 2
Säsong 2 består av tre avsnitt och hade premiär på SVT Play 13 mars. 18 månader har gått sedan Dick och Angel köpte drömslottet och påbörjade renoveringen. Bara nio av 45 rum är färdigställda och de behöver öka tempot för att kunna starta sin planerade bröllopsverksamhet.

### Säsong 3
Säsong 3 består av tre avsnitt och hade premiär på SVT Play 13 mars. Dick och Angel har renoverat cirka halva slottet så mycket återstår. Tiden för de första inbokade bröllopen närmar sig snabbt.

### Säsong 4
Säsong 4 består av tre avsnitt och hade premiär på SVT Play 20 mars. Dick och Angel har fullt upp att göra då bröllopssäsongen kommit igång. Trots detta hittar de hela tiden nya projekt att starta upp.

### Säsong 5
Säsong 5 består av tio avsnitt och hade premiär på SVT Play 27 mars. Dick och Angel expanderar med att starta en lyxig glampingverksamhet och de planerar även att bland annat anlägga en parkourbana.

### Säsong 6
Säsong 6 består av fyra avsnitt med premiär på SVT Play 10 april. Dick och Angel börjar bygga ett nytt kök. Ett cirkustält och en damm med näckrosor ska också färdigställas. Angles föräldrar ska fira sin femtionde bröllopsdag med 100 gäster och festen måste bli perfekt.

## Roller i urval
- Dick Strawbridge - sig själv
- Angel Adoree - sig själv
- Tracy-Ann Oberman - berättare